# 羽田矢代
羽田 矢代（はた の やしろ、生没年不詳）は、記紀等に伝わる古代日本の人物。
『日本書紀』では「羽田矢代宿禰（はたのやしろのすくね）」、『古事記』では「波多八代宿禰（はたのやしろのすくね）」、他文献では「波多矢代」「八多八代」「八太屋代」とも表記される。「宿禰」は尊称。
武内宿禰の子で、波多氏およびその同族の伝説上の祖とされる。

## 系譜
武内宿禰関係系図
表記は『日本書紀』を第一とし、『古事記』を併記。
| 8 孝元天皇 | 8 孝元天皇 | 8 孝元天皇                | 8 孝元天皇                | 8 孝元天皇                | 8 孝元天皇                |                           |                           | 彦太忍信命 （比古布都押之信命） | 彦太忍信命 （比古布都押之信命） | 彦太忍信命 （比古布都押之信命）   | 彦太忍信命 （比古布都押之信命） | 彦太忍信命 （比古布都押之信命） | 彦太忍信命 （比古布都押之信命） |                                 |                                 | 屋主忍男武雄心命 （古事記なし） | 屋主忍男武雄心命 （古事記なし） | 屋主忍男武雄心命 （古事記なし） | 屋主忍男武雄心命 （古事記なし） | 屋主忍男武雄心命 （古事記なし） | 屋主忍男武雄心命 （古事記なし） |  |  |  |  |
| 8 孝元天皇 | 8 孝元天皇 | 8 孝元天皇                | 8 孝元天皇                | 8 孝元天皇                | 8 孝元天皇                |                           |                           | 彦太忍信命 （比古布都押之信命） | 彦太忍信命 （比古布都押之信命） | 彦太忍信命 （比古布都押之信命）   | 彦太忍信命 （比古布都押之信命） | 彦太忍信命 （比古布都押之信命） | 彦太忍信命 （比古布都押之信命） |                                 |                                 | 屋主忍男武雄心命 （古事記なし） | 屋主忍男武雄心命 （古事記なし） | 屋主忍男武雄心命 （古事記なし） | 屋主忍男武雄心命 （古事記なし） | 屋主忍男武雄心命 （古事記なし） | 屋主忍男武雄心命 （古事記なし） |  |  |  |  |
|            |            |                           |                           |                           |                           |                           |                           |                                 |                                 |                                   |                                 |                                 |                                 |                                 |                                 |                                 |                                 |                                 |                                 |                                 |                                 |  |  |  |  |
|            |            |                           |                           |                           |                           |                           |                           |                                 |                                 |                                   |                                 |                                 |                                 |                                 |                                 |                                 |                                 |                                 |                                 |                                 |                                 |  |  |  |  |
|            |            |                           |                           |                           |                           |                           |                           |                                 |                                 |                                   |                                 |                                 |                                 |                                 |                                 |                                 |                                 |                                 |                                 |                                 |                                 |  |  |  |  |
|            |            | 武内宿禰 （建内宿禰）     | 武内宿禰 （建内宿禰）     | 武内宿禰 （建内宿禰）     | 武内宿禰 （建内宿禰）     | 武内宿禰 （建内宿禰）     | 武内宿禰 （建内宿禰）     |                                 |                                 | 羽田矢代宿禰 （波多八代宿禰）     | 羽田矢代宿禰 （波多八代宿禰）   | 羽田矢代宿禰 （波多八代宿禰）   | 羽田矢代宿禰 （波多八代宿禰）   | 羽田矢代宿禰 （波多八代宿禰）   | 羽田矢代宿禰 （波多八代宿禰）   | → ［波多氏］                    | → ［波多氏］                    | → ［波多氏］                    | → ［波多氏］                    | → ［波多氏］                    | → ［波多氏］                    |  |  |  |  |
|            |            | 武内宿禰 （建内宿禰）     | 武内宿禰 （建内宿禰）     | 武内宿禰 （建内宿禰）     | 武内宿禰 （建内宿禰）     | 武内宿禰 （建内宿禰）     | 武内宿禰 （建内宿禰）     |                                 |                                 | 羽田矢代宿禰 （波多八代宿禰）     | 羽田矢代宿禰 （波多八代宿禰）   | 羽田矢代宿禰 （波多八代宿禰）   | 羽田矢代宿禰 （波多八代宿禰）   | 羽田矢代宿禰 （波多八代宿禰）   | 羽田矢代宿禰 （波多八代宿禰）   | → ［波多氏］                    | → ［波多氏］                    | → ［波多氏］                    | → ［波多氏］                    | → ［波多氏］                    | → ［波多氏］                    |  |  |  |  |
|            |            |                           |                           |                           |                           |                           |                           |                                 |                                 | 許勢小柄宿禰 （日本書紀なし）     | 許勢小柄宿禰 （日本書紀なし）   | 許勢小柄宿禰 （日本書紀なし）   | 許勢小柄宿禰 （日本書紀なし）   | 許勢小柄宿禰 （日本書紀なし）   | 許勢小柄宿禰 （日本書紀なし）   | → ［巨勢氏］                    | → ［巨勢氏］                    | → ［巨勢氏］                    | → ［巨勢氏］                    | → ［巨勢氏］                    | → ［巨勢氏］                    |  |  |  |  |
|            |            |                           |                           |                           |                           |                           |                           |                                 |                                 | 許勢小柄宿禰 （日本書紀なし）     | 許勢小柄宿禰 （日本書紀なし）   | 許勢小柄宿禰 （日本書紀なし）   | 許勢小柄宿禰 （日本書紀なし）   | 許勢小柄宿禰 （日本書紀なし）   | 許勢小柄宿禰 （日本書紀なし）   | → ［巨勢氏］                    | → ［巨勢氏］                    | → ［巨勢氏］                    | → ［巨勢氏］                    | → ［巨勢氏］                    | → ［巨勢氏］                    |  |  |  |  |
|            |            | 甘美内宿禰 （味師内宿禰） | 甘美内宿禰 （味師内宿禰） | 甘美内宿禰 （味師内宿禰） | 甘美内宿禰 （味師内宿禰） | 甘美内宿禰 （味師内宿禰） | 甘美内宿禰 （味師内宿禰） |                                 |                                 | 石川宿禰 （蘇賀石河宿禰）         | 石川宿禰 （蘇賀石河宿禰）       | 石川宿禰 （蘇賀石河宿禰）       | 石川宿禰 （蘇賀石河宿禰）       | 石川宿禰 （蘇賀石河宿禰）       | 石川宿禰 （蘇賀石河宿禰）       | → ［蘇我氏］                    | → ［蘇我氏］                    | → ［蘇我氏］                    | → ［蘇我氏］                    | → ［蘇我氏］                    | → ［蘇我氏］                    |  |  |  |  |
|            |            | 甘美内宿禰 （味師内宿禰） | 甘美内宿禰 （味師内宿禰） | 甘美内宿禰 （味師内宿禰） | 甘美内宿禰 （味師内宿禰） | 甘美内宿禰 （味師内宿禰） | 甘美内宿禰 （味師内宿禰） |                                 |                                 | 石川宿禰 （蘇賀石河宿禰）         | 石川宿禰 （蘇賀石河宿禰）       | 石川宿禰 （蘇賀石河宿禰）       | 石川宿禰 （蘇賀石河宿禰）       | 石川宿禰 （蘇賀石河宿禰）       | 石川宿禰 （蘇賀石河宿禰）       | → ［蘇我氏］                    | → ［蘇我氏］                    | → ［蘇我氏］                    | → ［蘇我氏］                    | → ［蘇我氏］                    | → ［蘇我氏］                    |  |  |  |  |
|            |            |                           |                           |                           |                           |                           |                           |                                 |                                 | 平群木菟宿禰 （平群都久宿禰）     | 平群木菟宿禰 （平群都久宿禰）   | 平群木菟宿禰 （平群都久宿禰）   | 平群木菟宿禰 （平群都久宿禰）   | 平群木菟宿禰 （平群都久宿禰）   | 平群木菟宿禰 （平群都久宿禰）   | → ［平群氏］                    | → ［平群氏］                    | → ［平群氏］                    | → ［平群氏］                    | → ［平群氏］                    | → ［平群氏］                    |  |  |  |  |
|            |            |                           |                           |                           |                           |                           |                           |                                 |                                 | 平群木菟宿禰 （平群都久宿禰）     | 平群木菟宿禰 （平群都久宿禰）   | 平群木菟宿禰 （平群都久宿禰）   | 平群木菟宿禰 （平群都久宿禰）   | 平群木菟宿禰 （平群都久宿禰）   | 平群木菟宿禰 （平群都久宿禰）   | → ［平群氏］                    | → ［平群氏］                    | → ［平群氏］                    | → ［平群氏］                    | → ［平群氏］                    | → ［平群氏］                    |  |  |  |  |
|            |            |                           |                           |                           |                           |                           |                           |                                 |                                 | 紀角宿禰 （木角宿禰）             | 紀角宿禰 （木角宿禰）           | 紀角宿禰 （木角宿禰）           | 紀角宿禰 （木角宿禰）           | 紀角宿禰 （木角宿禰）           | 紀角宿禰 （木角宿禰）           | → ［紀氏］                      | → ［紀氏］                      | → ［紀氏］                      | → ［紀氏］                      | → ［紀氏］                      | → ［紀氏］                      |  |  |  |  |
|            |            |                           |                           |                           |                           |                           |                           |                                 |                                 | 紀角宿禰 （木角宿禰）             | 紀角宿禰 （木角宿禰）           | 紀角宿禰 （木角宿禰）           | 紀角宿禰 （木角宿禰）           | 紀角宿禰 （木角宿禰）           | 紀角宿禰 （木角宿禰）           | → ［紀氏］                      | → ［紀氏］                      | → ［紀氏］                      | → ［紀氏］                      | → ［紀氏］                      | → ［紀氏］                      |  |  |  |  |
|            |            |                           |                           |                           |                           |                           |                           |                                 |                                 | 久米能摩伊刀比売 （日本書紀なし） |                                 |                                 |                                 |                                 |                                 |                                 |                                 |                                 |                                 |                                 |                                 |  |  |  |  |
|            |            |                           |                           |                           |                           |                           |                           |                                 |                                 |                                   |                                 |                                 |                                 |                                 |                                 |                                 |                                 |                                 |                                 |                                 |                                 |  |  |  |  |
|            |            |                           |                           |                           |                           |                           |                           |                                 |                                 | 怒能伊呂比売 （日本書紀なし）     |                                 |                                 |                                 |                                 |                                 |                                 |                                 |                                 |                                 |                                 |                                 |  |  |  |  |
|            |            |                           |                           |                           |                           |                           |                           |                                 |                                 |                                   |                                 |                                 |                                 |                                 |                                 |                                 |                                 |                                 |                                 |                                 |                                 |  |  |  |  |
|            |            |                           |                           |                           |                           |                           |                           |                                 |                                 | 葛城襲津彦 （葛城長江曾都毘古）   | 葛城襲津彦 （葛城長江曾都毘古） | 葛城襲津彦 （葛城長江曾都毘古） | 葛城襲津彦 （葛城長江曾都毘古） | 葛城襲津彦 （葛城長江曾都毘古） | 葛城襲津彦 （葛城長江曾都毘古） | → ［葛城氏］                    | → ［葛城氏］                    | → ［葛城氏］                    | → ［葛城氏］                    | → ［葛城氏］                    | → ［葛城氏］                    |  |  |  |  |
|            |            |                           |                           |                           |                           |                           |                           |                                 |                                 | 葛城襲津彦 （葛城長江曾都毘古）   | 葛城襲津彦 （葛城長江曾都毘古） | 葛城襲津彦 （葛城長江曾都毘古） | 葛城襲津彦 （葛城長江曾都毘古） | 葛城襲津彦 （葛城長江曾都毘古） | 葛城襲津彦 （葛城長江曾都毘古） | → ［葛城氏］                    | → ［葛城氏］                    | → ［葛城氏］                    | → ［葛城氏］                    | → ［葛城氏］                    | → ［葛城氏］                    |  |  |  |  |
|            |            |                           |                           |                           |                           |                           |                           |                                 |                                 | 若子宿禰 （日本書紀なし）         |                                 |                                 |                                 |                                 |                                 |                                 |                                 |                                 |                                 |                                 |                                 |  |  |  |  |
|            |            |                           |                           |                           |                           |                           |                           |                                 |                                 |                                   |                                 |                                 |                                 |                                 |                                 |                                 |                                 |                                 |                                 |                                 |                                 |  |  |  |  |

系譜に関して『日本書紀』に記載はない。『古事記』孝元天皇段では、建内宿禰（武内宿禰）の子7男2女のうちの第一子として記載されている。
『新撰姓氏録』では、河内国皇別 道守朝臣条・河内国皇別 道守臣条においていずれも武内宿禰の子とされている。
子に関して、『日本書紀』履中天皇即位前条では黒媛の名を記載する（ただし、『古事記』では葛城襲津彦の子の葦田宿禰の娘とする）。

## 記録
『日本書紀』応神天皇3年是歳条によると、百済の辰斯王が天皇に礼を失したので、羽田矢代宿禰は紀角宿禰・石川宿禰・木菟宿禰とともに遣わされ、その無礼を責めた。これに対して百済は辰斯王を殺して謝罪した。そして紀角宿禰らは阿花王を立てて帰国したという。
また同書履中天皇即位前条では、履中が皇太子の時に羽田矢代宿禰の娘の黒媛を妃にしようとしたが、住吉仲皇子が不倫を働いたため、履中は皇子を討ったという。
『古事記』では事績に関する記載はない。

## 後裔氏族
『古事記』では波多臣・林臣・波美臣・星川臣・淡海臣・長谷部君ら諸氏族の祖とする。
『新撰姓氏録』では、次の氏族が後裔として記載されている。
- 左京皇別 道守朝臣 - 波多朝臣同祖。波多矢代宿禰の後。
- 河内国皇別 道守朝臣 - 波多朝臣同祖。武内宿禰男の八多八代宿禰の後。
- 河内国皇別 道守臣 - 道守朝臣同祖。武内宿禰男の波多八代宿禰の後。
- 和泉国皇別 道守朝臣 - 波多朝臣同祖。八多八代宿禰の後。

また『日本三代実録』貞観6年（864年）8月8日条によると、岡屋公祖代が「八多朝臣」の姓を賜った際、その先祖は「八太屋代宿禰」を出自としたと見える。